# Bučací vodopády
Bučací vodopády, tj. vodopády na Bučacím potoce v Beskydech, leží v katastru obce Ostravice, v masivu hory Smrk (1277 m), v kotli stejnojmenného potoka.

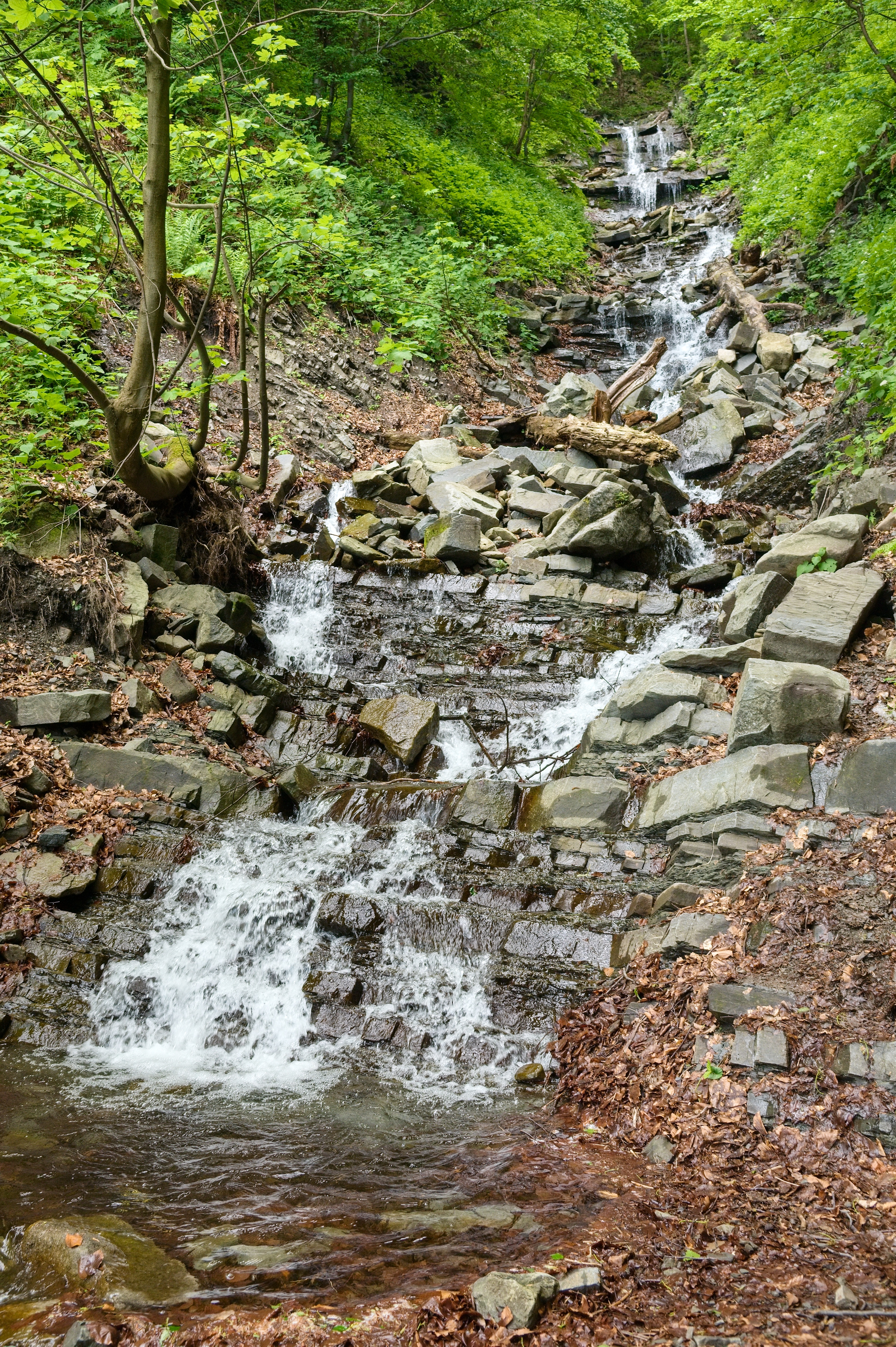
Bučací vodopády pod Smrkem

Jde o jedny z největších kaskádových vodopádů v této části Karpat. Dva hlavní měří společně 9 m, celková výška asi 40 m. Nachází se v nadmořské výšce okolo 800 m a jsou přístupné po lesní cestě mezi rozcestím zvaným Nad Holubčankou a nedalekou chatovou osadou Na Skalce. Území je součástí přírodní rezervace Bučací potok vyhlášené 20. září 2004. Prudké okolní svahy s podložím tvořeným stejně jako podloží samotných vodopádů tvrdými godulskými pískovci a méně odolnými břidlicemi pokrývá především bukový a javorový lesní porost.